# Sydbank
De Sydbank is een bank in Denemarken.
Deze bank ontstond in 1970 uit een fusie van vier regionale banken. Het hoofdkantoor staat in Aabenraa. Deze bank is ook actief in Duitsland.
Sydbank staat in de OMX Copenhagen 20 genoteerd.
De bank is sponsor van de Sydbank Arena, een sport- en evenementenhal in Kolding en van SydBank Masters, een golftoernooi.